# 水淨化
水淨化（英語：Water purification），是指從原水中除去污染物的淨化過程，其目的是以特定的程序達到把水淨化的效果，並用水作不同的用途；大多數的水都是提供人類飲用的。淨化水亦可作很多其他不同的用途如醫學、藥理學、化學及工業之用。
大部分地區在進行水質消毒時，都會使用消毒劑（傳統的氯氣或氯胺）。在消毒的過程中，低含量的消毒副產物在消毒劑與水中的有機物相遇時而作出化學反應而產生。而消毒副產物有機會是一種致癌物質，水淨化可以是去除消毒副產物和水中帶的沙、有機質的懸浮微粒、寄生蟲、籃氏賈第鞭毛蟲、隱孢子蟲、細菌、藻類、病毒及真菌等等，及礦物如鈣、二氧化矽及鎂等等，和一些有毒性的金屬如鉛、銅及鉻等等。

## 淨化的方式
去除懸浮物
- 過濾（使用活性炭、離子交換樹脂......等作為濾心）
- 沉澱（使用明矾加速沉澱）
- 霧化、冷凝

去除離子和其他溶解物質
- 曝氣、然後沉澱、過濾
- 逆滲透、超濾
- 硬水軟化
- 去離子

消毒
- 氯化（自來水常用的消毒方式）
- 二氧化氯
- 紫外線
- 臭氧
- 沸騰

## 外部連結
- 水淨化的技術歷史
- American Water Works Association （页面存档备份，存于）
- National Safety Foundation （页面存档备份，存于）
- Code of Federal Register - CFR Title 21 Part 129 Helpful information and water tank installation instructions （页面存档备份，存于）
- Consumer report and advice on home water purification
- 家居淨水消除消毒副產物
- 淨水器選購重點 （页面存档备份，存于）

## 參看
- 懸浮固體
- 廢水處理技術列表
- 微量過濾
- 污水
- 污水處理
- 節約用水
- 中水
- 水處理
- 水自净